# Saint-Léger-près-Troyes

Saint-Léger-près-Troyes este o comună în departamentul Aube din nord-estul Franței. În 1 ianuarie 2022 avea o populație de 915 de locuitori.